# Slaget om Koralhavet
Slaget om Koralhavet 4. – 8. maj 1942 mellem USA/Australien og Japan var et af vendepunkterne i Stillehavskrigen under anden verdenskrig. Koralhavet ligger mellem Australien, Ny Guinea, og Salomonøerne.
Det var det første slag hvor hangarskibe kom i kamp med hinanden, og det første søslag hvor de involverede parter ikke affyrede skud direkte mod hinanden. Slaget endte uden nogen klar vinder, men erfaringerne fra slaget lagde grunden til Slaget om Midway en måned senere.